# يقظان سعدون العامر
يقظان سعدون العامر (1949-2006) أكاديمي ومؤرخ عراقي.

## دراسته
- أكمل دراسته الابتدائية والمتوسطة والإعدادية في بغداد
- وحصل على (الدكتوراه) في (التاريخ الأوربي) من جامعة هارفارد

## ما قيل فيه
- قال عنهُ الأستاذ حميد المطبعي في موسوعته (أعلام العراق في القرن العشرين) والتي تقع في ثلاثة أجزاء والمطبوعة في بغداد في أواسط عقد التسعينات من القرن العشرين عن الدكتور يقظان سعدون العامر، ((أنه باحث كبير في التاريخ)).
- كتب عنه الدكتور جون كيلي الأستاذ البريطاني المتخصص بتاريخ الخليج العربي المعاصر.
- كما كتب عنه الأستاذ الدكتور أحمد عبد الرحيم مصطفى وهو من أبرز أساتذة التاريخ الحديث في جامعة القاهرة.

## تلاميذه
أشرف على الكثير من رسائل واطروحات الدراسات التاريخية العليا في جامعة بغداد، وفي معهد التاريخ العربي التابع 'لاتحاد المؤرخين العرب وتخرج على يديه طلبة كثيرون، وصل بعضهم اليوم إلى مرتبة الاستاذية منهم:
- طاهر خلف البكاء
- اسعد محمد زيدان الجوادي
- اسيل عبد الستار
- انعام مهدي السليمان
- محمود عبد الواحد محمود القيسي
- باسم حطاب حبش الطعمة
- حنا عزو بهنان
- خليل إبراهيم صالح المشهداني
- جاسم محمد هادي القيسي
- نايف محمد حسن الاحبابي
- نذير جبار الهنداوي
- بشرى محمود صالح الزوبعي
- أنيس عبد الخالق
- سحر أحمد ناجي
- رياض جاسم حسن الاسدي
- جمال الدين فالح الكيلاني
- عبد المجيد عبد اللطيف العاني
- عمر محمد جعفر القرالة
- عبد الله حميد العتابي
- أحمد ناطق إبراهيم

## تكريمه
عقد بيت الحكمة بالتعاون مع قسم التاريخ في كلية الاداب في جامعة بغداد بتاريخ 17 أيلول 2012م ندوة لتكريم الدكتور العابد وكانت تحت عنوان «المؤرخ صالح العابد..منهجيته واسهاماته الأكاديمية والإنسانية» عرفاناً بدوره العلمي واسهاماته الأكاديمية التي قدمها طوال حياته.